# Johan Bartholin-Eichel (1748-1799)
 Der er flere personer med dette navn, se Johan Bartholin-Eichel (1780-1819).
Johan Bartholin-Eichel (12. november 1748 i København – 29. maj 1799 på Aastrup) var en dansk højesteretsdommer og godsejer, bror til Thomas Bartholin-Eichel og far til Johan Bartholin-Eichel.
Han var søn af højesteretsjustitiarius, konferensråd Caspar Christopher Bartholin og 2. hustru Elisabeth Hedevig Eichel, blev 1764 student, privat dimitteret i Roskilde, 1766 cand.jur. og samme år sekretær i Danske Kancelli, 1771 assessor i Hof- og Stadsretten, fik 1773 tilladelse til at aflægge prøve for at blive assessor i Højesteret, blev 28. juli samme år assessor i samme, 1774 justitsråd, 1779 etatsråd og 1782 afskediget fra assessorembedet. 1786 blev Bartholin-Eichel medlem af den store Landbokommission og 1755 besidder af Stamhuset Aastrup.
Bartholin-Eichel ægtede 1. gang 17. juni 1774 i Vor Frue Kirke Bolette Marie Graah (døbt 29. april 1746 i København – 28. december 1778 på Aastrup), datter af kancelliforvalter, konferensråd Andreas Graah og Petronelle Helene Hersleb. 2. gang ægtede han 23. juli 1779 Marie Elisabeth Lasson (født 24. oktober 1757 (faderen garnisonerede da i Odense, men hun ses ikke døbt der), død 6. oktober 1832 på et legatsted ved Frederiksdal), datter af major Jens Lasson og Ursula Dorothea de Seue.
Han er med sine to hustruer begravet i Soderup Kirke.